# Assedio di Khe Sanh
(Il presidente Lyndon Johnson al generale Earle Wheeler, capo degli Stati Maggiori riuniti.)
L'assedio di Khe Sanh, o battaglia di Khe Sanh (in inglese Battle of Khe Sanh), o operazione Statale 9 (in vietnamita Chiến dịch Đường 9 - Khe Sanh), fu una lunga battaglia combattuta durante la guerra del Vietnam, dal 21 gennaio al 9 luglio del 1968, per il controllo della base statunitense di Khe Sanh, nella provincia di Quang Tri, Vietnam del Sud.
Durante la prima fase le forze dell'Esercito Popolare Nordvietnamita tentarono senza successo di distruggere la base, difesa da due reggimenti di marines e da un limitato numero di truppe sudvietnamite. Dopo circa due mesi di assedio, nel marzo del 1968, una spedizione di soccorso (operazione Pegasus) riuscì a raggiungere la base rompendo l'accerchiamento nordvietnamita. A partire dall'inizio di giugno, le forze statunitensi si ritirarono in segreto e definitivamente da Khe Sanh. L'Esercito Popolare del Vietnam ottenne il controllo completo della roccaforte.
L'assedio terminò con un limitato fallimento strategico e tattico per gli Stati Uniti; non fu raggiunto l'obiettivo di "tenere Khe Sanh a tutti i costi" come il presidente Johnson aveva richiesto. Inoltre fu vanificata la costruzione in corso della linea di McNamara, una linea minata per controllare le infiltrazioni dal Nord.
Khe Sanh fu la prima base militare americana ad essere abbandonata sotto pressione del nemico durante il conflitto in Indocina.

## La battaglia
(Dichiarazione del generale Westmoreland, comandante supremo del MACV, all'inizio dell'assedio.)
Khe Shan era una base avanzata del Corpo dei Marines degli Stati Uniti. Attaccati dalle forze militari nord-vietnamite a partire dal 21 gennaio del 1968 pochi giorni prima dell'inizio dell'offensiva del Têt, i Marines resistettero più di 60 giorni - isolati dal resto dell'esercito americano - ad una serie di bombardamenti e di attacchi coordinati del Fronte di liberazione nazionale e dell'esercito regolare nord-vietnamita. Lo scopo principale dell'Esercito Popolare del Vietnam di attaccare Khe Sanh era quello di "ingannare" il nemico, attirando le riserve americane vicino alla zona smilitarizzata, per poter svolgere l'offensiva del Tet, il vero obiettivo politico-militare.
Khe Sanh era particolarmente importante come centro strategico nella mappa militare degli Stati Uniti: minacciava il sentiero di Ho Chi Minh ed era la stazione di comando della linea elettronica, fatto costruire da McNamara per tagliare il sentiero di Ho Chi Minh. Per due mesi il presidente Johnson e il generale Westmoreland concentrarono grandi forze terrestri e aeree al nord (fu costituito un nuovo "Provisional corps, Vietnam", per aiutare i marines con elementi della 1ª divisione cavalleria aerea, della 101ª aviotrasportata e della American Division) per contrastare gli apparenti obiettivi nemici, evitare una sconfitta campale ed esorcizzare lo spettro di Dien Bienh Phu.
Gli unici rifornimenti che i difensori ricevettero durante l'assedio furono trasportati via aerea con i C-130, che non potevano atterrare per scaricare a causa dei continui attacchi con mortai ed artiglieria; si limitavano a sorvolare a bassissima quota la pista d'atterraggio e facevano scivolare all'esterno il carico, grazie a piccoli paracadute (nome in codice: operazione Super Gaggle)
Oltre a sopportare i bombardamenti di mortai e artiglieria, che nei primissimi istanti dell'assedio centrarono i depositi delle munizioni, i marines dovettero respingere attacchi di fanteria. I combattimenti più violenti avvennero sulle alture intorno alla base, in particolare a quota 860, dove i 400 marines del capitano Dabney resistettero per settimane appigliandosi letteralmente al terreno.

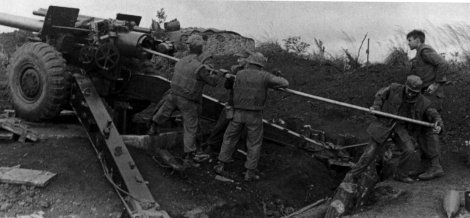
Marines caricano un obice M118 durante l'assedio di Khe Sanh.

Per la soverchiante disparità di forze, i difensori non intrapresero mai un vero tentativo di rompere l'assedio, se si escludono piccole pattuglie di ricognizione che saltuariamente uscivano dal perimetro difensivo. Si limitarono a richiedere massicci bombardamenti dell'aviazione che, con i continui attacchi dei B-52 (operazione Niagara), tentavano di evitare assalti di fanteria.
Gli attaccanti costruirono un intricato sistema di gallerie sotterranee, per eludere i bombardamenti americani e con l'intento di penetrare nella base. Ed in effetti alcune volte riuscirono a sbucarvi, sabotando o distruggendo. Ma l'attesa offensiva generale della fanteria comunista a Khe Sanh non si materializzò mai realmente: l'NVA si limitò unicamente a tenere la base sotto assedio con i mortai pesanti, compiendo sporadiche incursioni durante la notte e cercando, per quanto possibile, di evitare il contatto durante il giorno.
Gli americani riuscirono a sfondare (operazione che terminò l'8 aprile 1968) grazie all'intervento dall'esterno della 1ª Divisione di cavalleria aerea e di diversi altri reparti dei Marines (operazione Pegasus). Ironia della sorte, il primo reparto a raggiungere la base assediata fu un battaglione di ranger sud vietnamiti. Westmoreland poté sbandierare la "vittoria" ma in realtà ancora oggi non sono chiari i veri obiettivi nordvietnamiti, e inoltre - obiettivo principale dei Viet, pienamente conseguito - il concentramento effettuato al nord per proteggere Khe Sanh indebolì gli americani negli altri settori e ingannò i comandi statunitensi, favorendo la sorpresa iniziale dell'offensiva del Têt che ebbe inizio il 30 gennaio 1968. Il generale Westmoreland il 25 giugno 1968 approvò l'abbandono e la demolizione di Khe Sanh

## Contrasti e polemiche

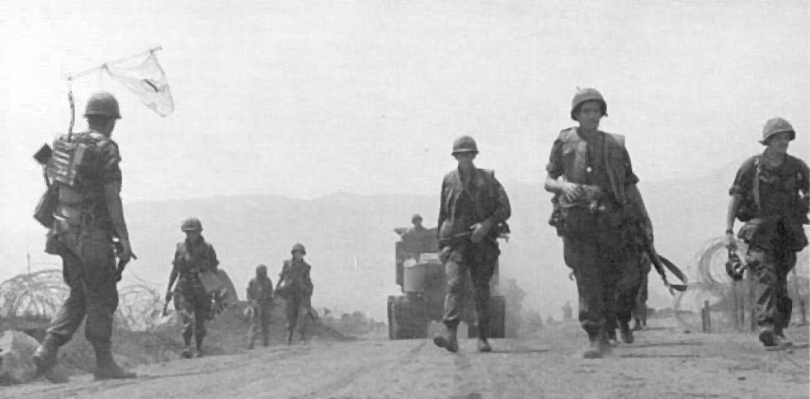
Uomini della 1ª Divisione di cavalleria aerea in azione durante l'operazione Pegasus, organizzata per sbloccare la guarnigione di Khe Sanh.

Durante e dopo la battaglia gravi polemiche esplosero tra l'Esercito americano e il MACV del generale Westmoreland e il Corpo dei Marines, accusato dai comandi superiori di aver condotto con scarsa capacità organizzativa e operativa la battaglia a Khe Sanh e anche di aver messo in mostra un mediocre morale delle sue truppe.
Durante la battaglia Westmoreland costituì il 9 febbraio un posto di comando avanzato del MACV nella I Regione militare (MACV - Forward Command Post) affidato al suo vice (generale Creighton Abrams) per coordinare le operazioni al nord, scavalcando il comando dei Marines della III MAF; inoltre fu potenziata la cosiddetta Task Force Oregon con l'afflusso di elementi della 101ª Divisione aviotrasportata e della 1ª Divisione Cavalleria aerea, e con la costituzione della Americal division, raggruppati tutti in un Provisional corps, Vietnam (al comando del tenente generale William B. Rosson) schierato nella I Regione militare in aiuto e sostegno alle due divisioni Marines della III MAF, ed eventualmente anche per soccorrere Khe Sanh.
I Marines a loro volta lamentarono l'autoritarismo del generale (che durante la battaglia aveva assunto anche il controllo diretto di tutta l'aviazione dei Marines, dopo un'aspra controversia giunta fino agli Stati Maggiori Riuniti) e rimproverarono all'Esercito di aver orchestrato una campagna propagandistica contro di loro; di aver organizzato una inutile operazione di "salvataggio" contro le esplicite richieste del generale Cushman (comandante in capo della III MAF) che aveva ripetutamente sottolineato come i suoi uomini a Khe Sanh non necessitassero di alcuna manovra di aiuto dall'esterno.